# Árpád Soltész
Árpád Soltész (Érd, 16 de noviembre de 1944) es un deportista húngaro que compitió en piragüismo en la modalidad de aguas tranquilas. Ganó dos medallas de bronce en el Campeonato Mundial de Piragüismo en los años 1963 y 1966, y una medalla de bronce en el Campeonato Europeo de Piragüismo de 1963.
Participó en los Juegos Olímpicos de Tokio 1964, donde finalizó cuarto en la prueba de C2 1000 m.

## Palmarés internacional
| Campeonato Mundial | Campeonato Mundial    | Campeonato Mundial | Campeonato Mundial |
| Año                | Lugar                 | Medalla            | Evento             |
| ------------------ | --------------------- | ------------------ | ------------------ |
| 1963               | Jajce (Yugoslavia)    | Medalla de bronce  | C2 1000 m          |
| 1966               | Berlín Oriental (RDA) | Medalla de bronce  | C2 1000 m          |
| Campeonato Europeo |                       |                    |                    |
| Año                | Lugar                 | Medalla            | Evento             |
| 1963               | Jajce (Yugoslavia)    | Medalla de bronce  | C2 1000 m          |